# 費特·洛迪古斯
費特歷高·洛迪古斯·德保拉·桑托斯（葡萄牙語：Frederico Rodrigues de Paula Santos，1993年3月5日—），简称弗雷德（Fred），是一名巴西足球运动员，场上司職中場，效力於土耳其足球超级联赛球隊費倫巴治。弗雷德雖然身材矮小，但體力不錯而且有飛快的速度，而且他的防守覆蓋範圍很大。

## 事件
2015年美洲國家盃中費特被驗出在採集的樣本中有服用利尿劑氫氯噻嗪。

## 榮譽

### 球會
國際體育會
- 高乔州联赛（英语：Campeonato Gaúcho）冠军: 2012、2013

薩克達
- 烏克蘭足球超級聯賽冠军: 2013-14、2016-17、2017-18
- 烏克蘭超級盃冠军: 2013、2015
- 烏克蘭盃冠军: 2017-18

曼联
- 英格兰联赛盃冠军：2022–23